# Чжен Пенфей
Чжен Пенфей (кит.: 郑鹏飞, нар. 7 квітня 1993) — китайський спортсмен-веслувальник на каное, срібний призер Олімпійських ігор 2020 року.

## Виступи на Олімпіадах
| Олімпіада  | Дисципліна                | Місце |
| ---------- | ------------------------- | ----- |
| Токіо 2020 | каное-двійки, 1000 метрів | 2     |